# Jamie Harpootlian
Jamie Lindler Harpootlian, ameriška odvetnica in diplomatka, * september 1959.
Med letoma 2022 in 2024 je bila veleposlanica Združenih držav Amerike v Sloveniji pod Bidenovo administracijo.

## Izobraževanje
Harpootlianova je leta 1981 diplomirala iz politologije in umetnostne zgodovine na Univerzi Mary Baldwin in leta 1984 še doktorirala na Pravni fakulteti Univerze Tulane.

## Kariera
Nazadnje je delovala kot svetovalka v odvetniški pisarni Richarda A. Harpootliana, P. A. Pred tem je delala kot pooblaščenka za zaslišanje za Skladu za odškodnino za žrtve 11. septembra in bila karierna sodna referentka na okrožnem sodišču Združenih držav Amerike za Vzhodno okrožje Louisiane.

### Veleposlanica v Sloveniji
Predsednik Joe Biden je 21. julija 2021 napovedal, da bo na mesto veleposlanice ZDA v Sloveniji predlagal Harpootlianovo. 4. avgusta 2021 je bila njena nominacija poslana v senat. 15. decembra 2021 je o njeni nominaciji poročal odbor za zunanje odnose. 18. decembra 2021 je bila njena nominacija potrjena. Poverilna pisma je predsedniku Slovenije Borutu Pahorju izročila 17. februarja 2022.

## Osebno življenje
Leta 2007 se je poročila s politikom in odvetnikom Dickom Harpootlianom. Dick je bil predsednik Demokratske stranke Južne Karoline in je od leta 2018 član senata Južne Karoline.